# Aripiprazole
Aripiprazole, được bán dưới tên thương hiệu Abilify và các thương hiệu khác, là một thuốc chống loạn thần không điển hình. Nó chủ yếu được sử dụng trong điều trị tâm thần phân liệt và rối loạn lưỡng cực. Các ứng dụng khác bao gồm như một điều trị bổ sung trong rối loạn trầm cảm lớn, rối loạn tic và khó chịu liên quan đến tự kỷ. Một đánh giá của Cochrane chỉ tìm thấy bằng chứng kém chất lượng về hiệu quả của thuốc này trong điều trị tâm thần phân liệt. Ngoài ra, vì nhiều người đã bỏ các nghiên cứu trước khi hoàn thành, sức mạnh của kết luận nghiên cứu là thấp. Nó được uống bằng miệng hoặc tiêm bắp thịt.
Các tác dụng phụ thường gặp bao gồm nôn mửa, táo bón, buồn ngủ, chóng mặt, tăng cân và rối loạn vận động. Tác dụng phụ nghiêm trọng có thể bao gồm hội chứng ác tính thần kinh, rối loạn vận động muộn và sốc phản vệ. Nó không được khuyến cáo cho những người lớn tuổi mắc chứng rối loạn tâm thần liên quan đến chứng mất trí nhớ do tăng nguy cơ tử vong. Trong thai kỳ có thể có bằng chứng thuốc này gây hại cho em bé. Nó không được khuyến cáo ở những phụ nữ đang cho con bú. Aripiprazole đã không được nghiên cứu kỹ ở những người dưới 18 tuổi. Cách thức chữa bệnh chính xác của thuốc này không hoàn toàn rõ ràng, nhưng có thể liên quan đến tác dụng đối với dopamine và serotonin.
Aripiprazole được chấp thuận cho sử dụng y tế tại Hoa Kỳ vào năm 2002. Nó có sẵn như là một loại thuốc gốc. Ở Anh, một tháng thuốc cung cấp cho NHS khoảng 2,75 pound vào năm 2019. Tại Hoa Kỳ, chi phí bán buôn của số thuốc này là 10 USD. Năm 2016, đây là loại thuốc được kê đơn nhiều thứ 131 tại Hoa Kỳ với hơn 5 triệu đơn thuốc. Aripiprazole được phát hiện bởi các nhà khoa học tại hãng Dược phẩm Otsuka.

## Sử dụng trong y tế
Aripiprazole chủ yếu được sử dụng để điều trị tâm thần phân liệt hoặc rối loạn lưỡng cực.